# Julius Jenkins
Julius Jenkins (Fort Lauderdale, 10 febbraio 1981) è un ex cestista statunitense.

## Palmarès

### Squadra
- Campionato tedesco: 2

Alba Berlino: 2007-08
Brose Bamberg: 2011-12
- Campionato montenegrino: 1

Budućnost: 2015-16
- Coppa di Germania: 3

Alba Berlino: 2009
Brose Bamberg: 2012
EWE Baskets Oldenburg: 2015
- Coppa del Montenegro: 1

Budućnost: 2016
- Supercoppa tedesca: 2

Alba Berlino: 2008
Brose Bamberg: 2011

### Individuale
- Basketball-Bundesliga MVP: 2

Alba Berlino: 2007-08, 2009-10
- Basketball-Bundesliga MVP finals: 1

Alba Berlino: 2007-08